# Група сіл (М'янма)
Група сіл ((бірм. ကျေးရွာအုပ်စု) — адміністративна одиниця 4 рівня М'янми. Області і штати діляться на райони (kayaing), які в свою чергу складаються з міст (мьо) і сільських волостей (мьоне; township/subdistrict). Міста діляться на міські квартали (якве), волості — на групи сіл (чейюа).
На 2015 рік, існувало 13602 груп сел, та 70838 сіл.